# Our Endless Numbered Days
Our Endless Numbered Days è il secondo album di Iron & Wine pubblicato nel marzo del 2004.

## Tracce
1. On Your Wings
2. Naked as We Came
3. Cinder and Smoke
4. Sunset Soon Forgotten
5. Teeth in the Grass
6. Love and Some Verses
7. Radio War
8. Each Coming Night
9. Free Until They Cut Me Down
10. Fever Dream
11. Sodom, South Georgia
12. Passing Afternoon